# Echipa națională de fotbal a Iugoslaviei
Echipa națională de fotbal a Iugoslaviei a reprezentat RSF Iugoslavia în competițiile internaționale de fotbal și a fost controlată de Federația de Fotbal din Iugoslavia. Naționala s-a desființat din cauza destrămării Iugoslaviei, împărțindu-se  atunci în naționalele Macedoniei, Serbiei și Muntenegru, Croației, Bosniei-Herțegovina și Sloveniei.

## Palmares
- Campionatul Mondial de Fotbal

| 1930  | Semifinale       | 4                | 3                | 2                | 0                | 1                | 7                | 7                |                  |                  |
| 1934  | Nu s-a calificat | Nu s-a calificat | Nu s-a calificat | Nu s-a calificat | Nu s-a calificat | Nu s-a calificat | Nu s-a calificat | Nu s-a calificat | Nu s-a calificat | Nu s-a calificat |
| 1938  | Nu s-a calificat | Nu s-a calificat | Nu s-a calificat | Nu s-a calificat | Nu s-a calificat | Nu s-a calificat | Nu s-a calificat | Nu s-a calificat | Nu s-a calificat | Nu s-a calificat |
| 1950  | Runda 1          | 5                | 3                | 2                | 0                | 1                | 7                | 3                |                  |                  |
| 1954  | Sferturi         | 7                | 3                | 1                | 1                | 1                | 2                | 3                |                  |                  |
| 1958  | Sferturi         | 5                | 3                | 1                | 2                | 1                | 7                | 7                |                  |                  |
| 1962  | Semifinale       | 4                | 6                | 3                | 0                | 3                | 10               | 7                |                  |                  |
| 1966  | Nu s-a calificat | Nu s-a calificat | Nu s-a calificat | Nu s-a calificat | Nu s-a calificat | Nu s-a calificat | Nu s-a calificat | Nu s-a calificat | Nu s-a calificat | Nu s-a calificat |
| 1970  | Nu s-a calificat | Nu s-a calificat | Nu s-a calificat | Nu s-a calificat | Nu s-a calificat | Nu s-a calificat | Nu s-a calificat | Nu s-a calificat | Nu s-a calificat | Nu s-a calificat |
| 1974  | Sferturi         | 7                | 6                | 1                | 2                | 3                | 12               | 7                |                  |                  |
| 1978  | Nu s-a calificat | Nu s-a calificat | Nu s-a calificat | Nu s-a calificat | Nu s-a calificat | Nu s-a calificat | Nu s-a calificat | Nu s-a calificat | Nu s-a calificat | Nu s-a calificat |
| 1982  | Runda 1          | 16               | 3                | 1                | 1                | 1                | 2                | 2                |                  |                  |
| 1986  | Nu s-a calificat | Nu s-a calificat | Nu s-a calificat | Nu s-a calificat | Nu s-a calificat | Nu s-a calificat | Nu s-a calificat | Nu s-a calificat | Nu s-a calificat | Nu s-a calificat |
| 1990  | Sferturi         | 5                | 5                | 3                | 1                | 1                | 8                | 6                |                  |                  |
| 1994  | Suspendată       | Suspendată       | Suspendată       | Suspendată       | Suspendată       | Suspendată       | Suspendată       | Suspendată       | Suspendată       | Suspendată       |
| Total | 8/18             |                  | 32               | 14               | 7                | 12               | 55               | 42               |                  |                  |

- Campionatul European de Fotbal

| 1960  | Vicecampioană    | 2                | 4                | 3                | 0                | 1                | 15               | 10               |                  |                  |
| 1964  | Nu s-a calificat | Nu s-a calificat | Nu s-a calificat | Nu s-a calificat | Nu s-a calificat | Nu s-a calificat | Nu s-a calificat | Nu s-a calificat | Nu s-a calificat | Nu s-a calificat |
| 1968  | Vicecampioană    | 2                | 7                | 5                | 0                | 2                | 16               | 8                |                  |                  |
| 1972  | Nu s-a calificat | Nu s-a calificat | Nu s-a calificat | Nu s-a calificat | Nu s-a calificat | Nu s-a calificat | Nu s-a calificat | Nu s-a calificat | Nu s-a calificat | Nu s-a calificat |
| 1976  | Semifinale       | 4                | 2                | 0                | 0                | 2                | 4                | 7                |                  |                  |
| 1980  | Nu s-a calificat | Nu s-a calificat | Nu s-a calificat | Nu s-a calificat | Nu s-a calificat | Nu s-a calificat | Nu s-a calificat | Nu s-a calificat | Nu s-a calificat | Nu s-a calificat |
| 1984  | Runda 1          | 8                | 3                | 0                | 0                | 3                | 2                | 10               |                  |                  |
| 1988  | Nu s-a calificat | Nu s-a calificat | Nu s-a calificat | Nu s-a calificat | Nu s-a calificat | Nu s-a calificat | Nu s-a calificat | Nu s-a calificat | Nu s-a calificat | Nu s-a calificat |
| 1992  | S-a retras       | S-a retras       | S-a retras       | S-a retras       | S-a retras       | S-a retras       | S-a retras       | S-a retras       | S-a retras       | S-a retras       |
| Total | 4/9              |                  | 16               | 8                | 0                | 8                | 37               | 35               |                  |                  |

***S-a calificat, dar a fost descalificată din cauza sancțiunilor internaționale aplicate în timpul Războaielor iugoslave. Danemarca a participat la competiție în locul Iugoslaviei.
| #  | Nume                | Perioadă    | Selecții | Goluri |
| -- | ------------------- | ----------- | -------- | ------ |
| 1  | Dragan Džajić       | 1964 – 1979 | 85       | 23     |
| 2  | Zlatko Vujović      | 1979 – 1990 | 70       | 25     |
| 3  | Branko Zebec        | 1951 – 1961 | 65       | 17     |
| 4  | Stjepan Bobek       | 1946 – 1956 | 63       | 38     |
| 5  | Faruk Hadžibegić    | 1982 – 1992 | 61       | 6      |
| 6  | Branko Stanković    | 1946 – 1956 | 61       | 3      |
| 7  | Ivica Horvat        | 1946 – 1956 | 60       | 0      |
| 8  | Vladimir Beara      | 1950 – 1959 | 59       | 0      |
| 9  | Rajko Mitić         | 1946 – 1957 | 59       | 32     |
| 10 | Bernard Vukas       | 1948 – 1957 | 59       | 22     |
| 11 | Vujadin Boškov      | 1951 – 1958 | 57       | 0      |
| 12 | Blagoje Marjanović  | 1926 – 1938 | 57       | 36     |
| 13 | Jovan Aćimović      | 1968 – 1976 | 55       | 3      |
| 14 | Zlatko Čajkovski    | 1946 – 1955 | 55       | 7      |
| 15 | Fahrudin Jusufi     | 1959 – 1967 | 55       | 0      |
| 16 | Mehmed Baždarević   | 1982 – 1992 | 54       | 4      |
| 17 | Ivica Šurjak        | 1973 – 1982 | 54       | 10     |
| 18 | Safet Sušić         | 1977 – 1990 | 54       | 21     |
| 19 | Milorad Arsenijević | 1927 – 1936 | 52       | 0      |
| 20 | Dragan Holcer       | 1965 – 1974 | 52       | 0      |

| Meciuri                                                                         | Victorii  | Egaluri | Înfrângeri |    |    |
| Ivica Osim                                                                      | 1986–1992 | 51      | 27         | 10 | 14 |
| Ivan Toplak Ivica Osim                                                          | 1986      | 3       | 1          | 1  | 1  |
| Miloš Milutinović                                                               | 1984–1985 | 15      | 7          | 3  | 5  |
| Todor Veselinović                                                               | 1982–1984 | 18      | 9          | 3  | 6  |
| Miljan Miljanić                                                                 | 1979–1982 | 22      | 18         | 2  | 2  |
| Dražen Jerković                                                                 | 1978      | 1       | 1          | 0  | 0  |
| Ante Mladinić                                                                   | 1978      | 2       | 0          | 0  | 2  |
| Slavko Ljuštica                                                                 | 1978      | 0       | 0          | 0  | 0  |
| Stevan Vilotić                                                                  | 1978      | 2       | 0          | 2  | 0  |
| Marko Valok Stevan Vilotić Gojko Zec                                            | 1977      | 6       | 1          | 2  | 3  |
| Ivan Toplak                                                                     | 1976–1977 | 8       | 2          | 0  | 6  |
| Ante Mladinić                                                                   | 1974–1976 | 15      | 9          | 2  | 4  |
| Miljan Miljanić Milan Ribar Sulejman Rebac Tomislav Ivić Milovan Ćirić          | 1973–1974 | 11      | 3          | 3  | 5  |
| Vujadin Boškov                                                                  | 1971–1973 | 27      | 10         | 12 | 5  |
| Rajko Mitić                                                                     | 1967–1970 | 34      | 13         | 10 | 11 |
| Aleksandar Tirnanić Miljan Miljanić Rajko Mitić Vujadin Boškov Branko Stanković | 1966      | 4       | 2          | 0  | 2  |
| Aleksandar Tirnanić Miljan Miljanić                                             | 1966      | 2       | 0          | 1  | 1  |
| Aleksandar Tirnanić Milan Antolković Miljan Miljanić                            | 1966      | 3       | 1          | 0  | 2  |
| Aleksandar Tirnanić Milan Antolković Miljan Miljanić Abdulah Gegić              | 1965      | 7       | 2          | 3  | 2  |
| Ljubomir Lovrić                                                                 | 1964      | 11      | 3          | 1  | 7  |
| Ljubomir Lovrić Hugo Ruševljanin                                                | 1963–1964 | 7       | 5          | 0  | 2  |
| Ljubomir Lovrić Prvoslav Mihajlović Hugo Ruševljanin                            | 1961–1963 | 22      | 15         | 2  | 5  |
| Dragomir Nikolić Aleksandar Tirnanić Ljubomir Lovrić                            | 1959–1961 | 29      | 16         | 8  | 5  |
| Aleksandar Tirnanić                                                             | 1955–1958 | 34      | 13         | 11 | 10 |
| Branko Pešić Aleksandar Tirnanić Leo Lemešić Franjo Wölfl Milovan Ćirić         | 1954      | 9       | 5          | 2  | 2  |
| Milorad Arsenijević Aleksandar Tirnanić Leo Lemešić                             | 1952–1954 | 18      | 14         | 2  | 2  |
| Milorad Arsenijević                                                             | 1949–1952 | 23      | 15         | 3  | 5  |
| Milorad Arsenijević Aleksandar Tirnanić                                         | 1946–1948 | 18      | 12         | 1  | 5  |
| Svetozar Popović                                                                | 1940–1941 | 3       | 1          | 2  | 0  |
| Boško Simonović                                                                 | 1939–1940 | 4       | 1          | 1  | 2  |
| Svetozar Popović                                                                | 1939      | 1       | 0          | 0  | 1  |
| Boško Simonović                                                                 | 1939      | 4       | 1          | 0  | 3  |
| Svetozar Popović                                                                | 1937–1938 | 13      | 4          | 5  | 4  |
| Nikola Simić                                                                    | 1936      | 4       | 1          | 1  | 2  |
| Boško Simonović                                                                 | 1935      | 5       | 3          | 2  | 0  |
| Ivo Šuste Mata Miodragović Petar Pleše                                          | 1934–1935 | 6       | 3          | 0  | 3  |
| Boško Simonović                                                                 | 1933–1934 | 6       | 3          | 1  | 2  |
| Branislav Veljković                                                             | 1933      | 6       | 3          | 1  | 2  |
| Boško Simonović                                                                 | 1930–1932 | 24      | 12         | 1  | 11 |
| Ante Pandaković                                                                 | 1926–1930 | 19      | 7          | 2  | 10 |
| Dušan Zinaja                                                                    | 1924–1925 | 3       | 0          | 0  | 3  |
| Todor Sekulić                                                                   | 1924      | 1       | 0          | 0  | 1  |
| Veljko Ugrinić                                                                  | 1920–1924 | 10      | 3          | 1  | 6  |